# Société Nationale des Chemins de Fer Luxembourgeois
Die Société Nationale des Chemins de Fer Luxembourgeois (kurz CFL; deutsch Nationale Gesellschaft der Luxemburgischen Eisenbahnen) ist die staatliche Eisenbahngesellschaft Luxemburgs. Sie ist verantwortlich für den Betrieb des Eisenbahnnetzes in Luxemburg und bietet sowohl nationale als auch internationale Bahnverbindungen an.
Die CFL betreibt Passagier- und Güterverkehrsdienste und spielt eine wichtige Rolle im öffentlichen Verkehrssystem Luxemburgs sowie im grenzüberschreitenden Schienenverkehr in der Region. Sie betreibt außerdem die Standseilbahn Pfaffenthal–Kirchberg, nationale Buslinien sowie zwei grenzüberschreitende Schnellbusverbindungen zum Hauptbahnhof Saarbrücken („Saarbrücken-Express“) und zum Bahnhof Lorraine TGV („Gare Lorraine Express“).
Die CFL beschäftigt 4.968 Personen und gehört zu 94 % dem Großherzogtum Luxemburg, zu 4 % Belgien und zu 2 % Frankreich. Seit dem 1. März 2020 können alle öffentlichen Verkehrsmittel der CFL innerhalb von Luxemburg mit Ausnahme der ersten Klasse in Zügen kostenfrei benutzt werden. Diese Maßnahme soll die dichte Verkehrssituation in Luxemburg beruhigen.

## Geschichte
Die Société Royale Grand-Ducale des Chemins de Fer Guillaume Luxembourg (GL) wurde am 2. März 1857 in Luxemburg gegründet. Zwei Jahre später wurde die erste Linie für den Schienenverkehr eröffnet, welche die luxemburgische Hauptstadt mit Bettemburg in Richtung Frankreich (Metz/Thionville) verband. Am 5. Oktober 1859 wurde dann eine zweite luxemburgische Eisenbahnlinie zwischen Luxemburg und Kleinbettingen in Richtung Belgien (Arlon/Brüssel) sowie der Bahnhof Luxemburg offiziell eingeweiht.
Im Zuge der deutschen Besetzung Luxemburgs im Zweiten Weltkrieg wurden zwischen 1940 und 1942 schließlich alle luxemburgischen Bahngesellschaften der Deutschen Reichsbahn zugeschlagen und zwangsweise in das deutsche Schienennetz integriert. Nach dem Rückzug der Wehrmacht 1944 waren die Bahnanlagen, alle Bahnbetriebswerke und die meisten Fahrzeuge zerstört. Die Vereinigung der drei ehemaligen luxemburgischen Eisenbahnbetreiber unter der Deutschen Reichsbahn konnte nach Ende des Krieges jedoch dahingehend ausgenutzt werden, 1946 eine einheitliche Bahngesellschaft, die Société Nationale des Chemins de Fer Luxembourgeois (SNCFL) zu gründen. Die drei Gesellschafter waren damals wie heute der luxemburgische, belgische und französische Staat. Die Anteile Luxemburgs erhöhten sich bis 2020 jedoch von 51 % auf 94 %, während Belgien und Frankreich von je 24,5 % auf symbolische 4 % und 2 % reduzierten.

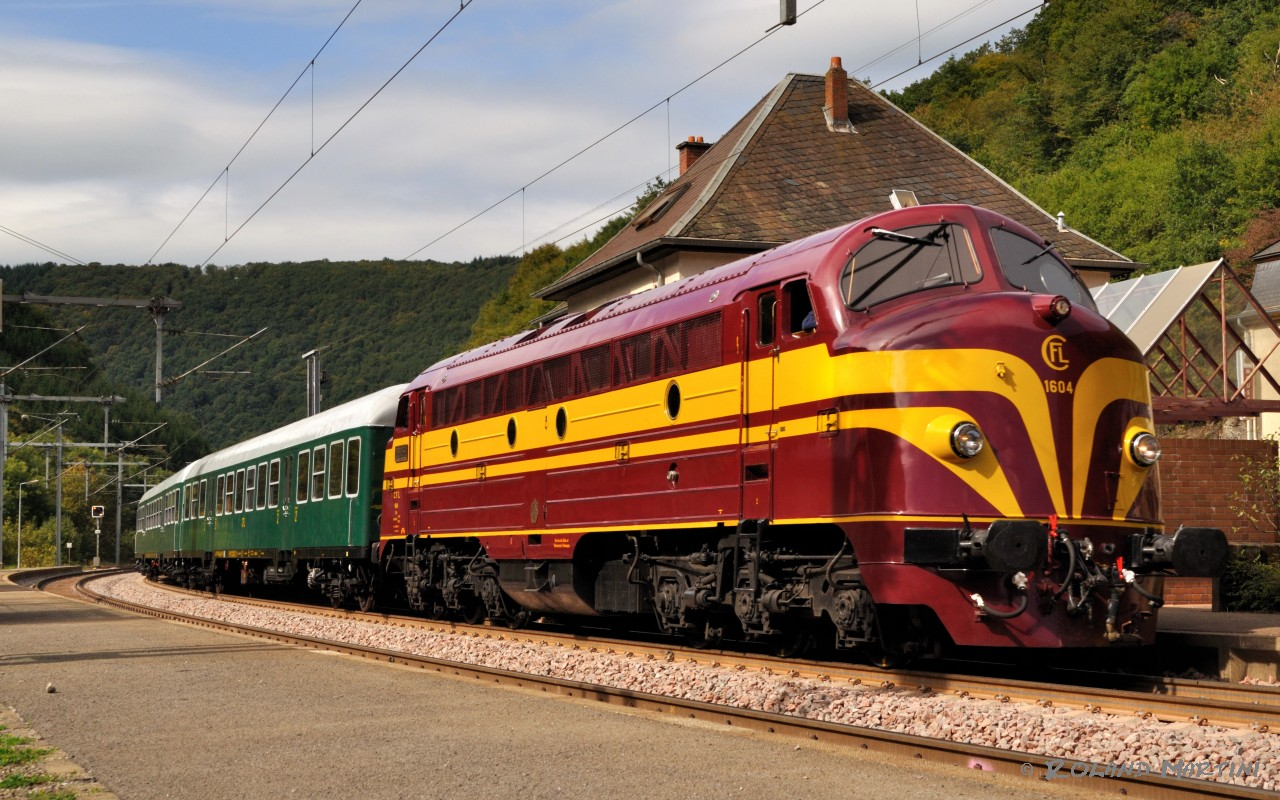
CFL 1604 (NOHAB-Lizenzbau von AFB) in Goebelsmühle
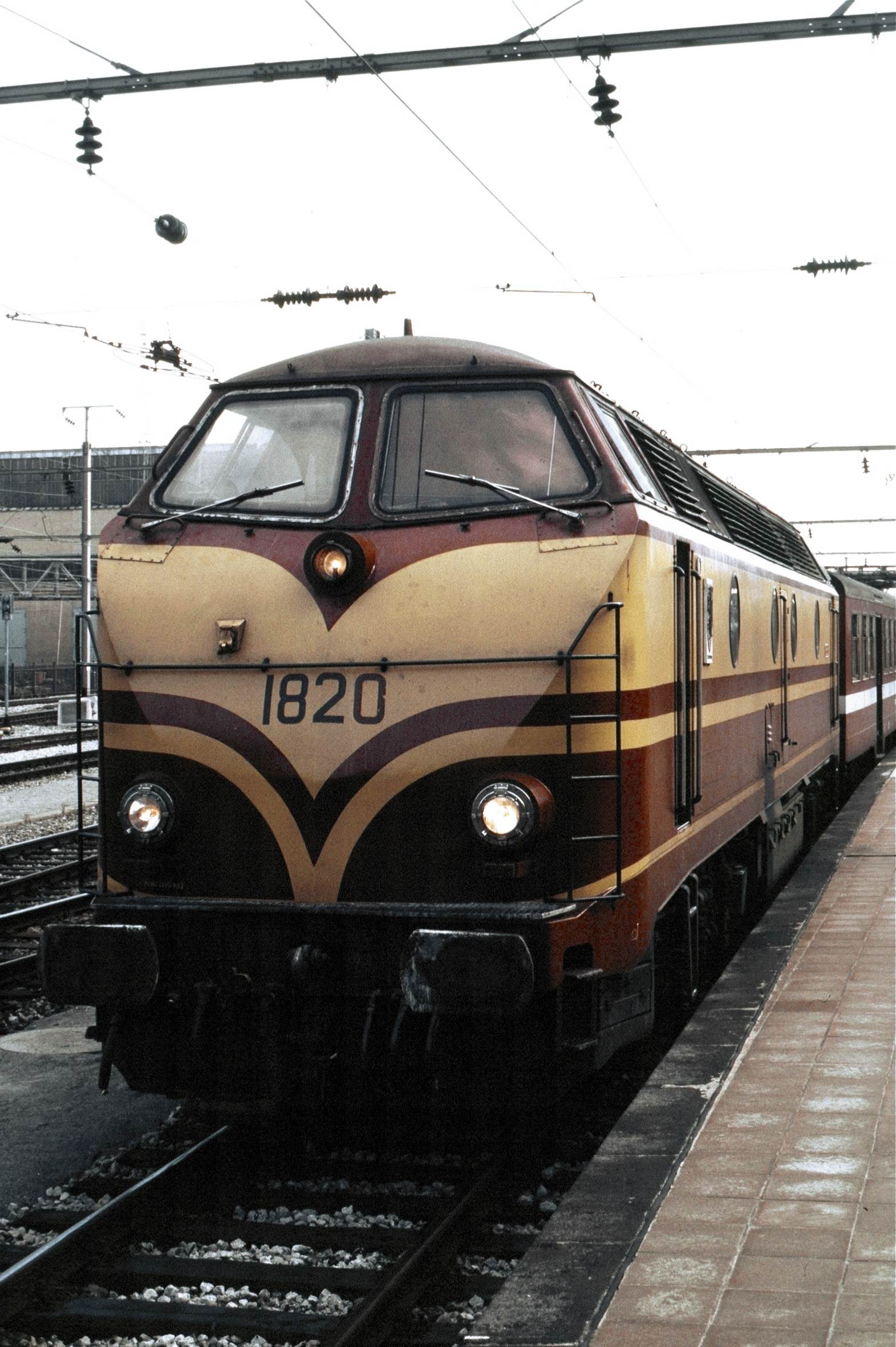
Sechsachsige dieselelektrische Lok 1820 in Luxemburg (Stadt), 1988
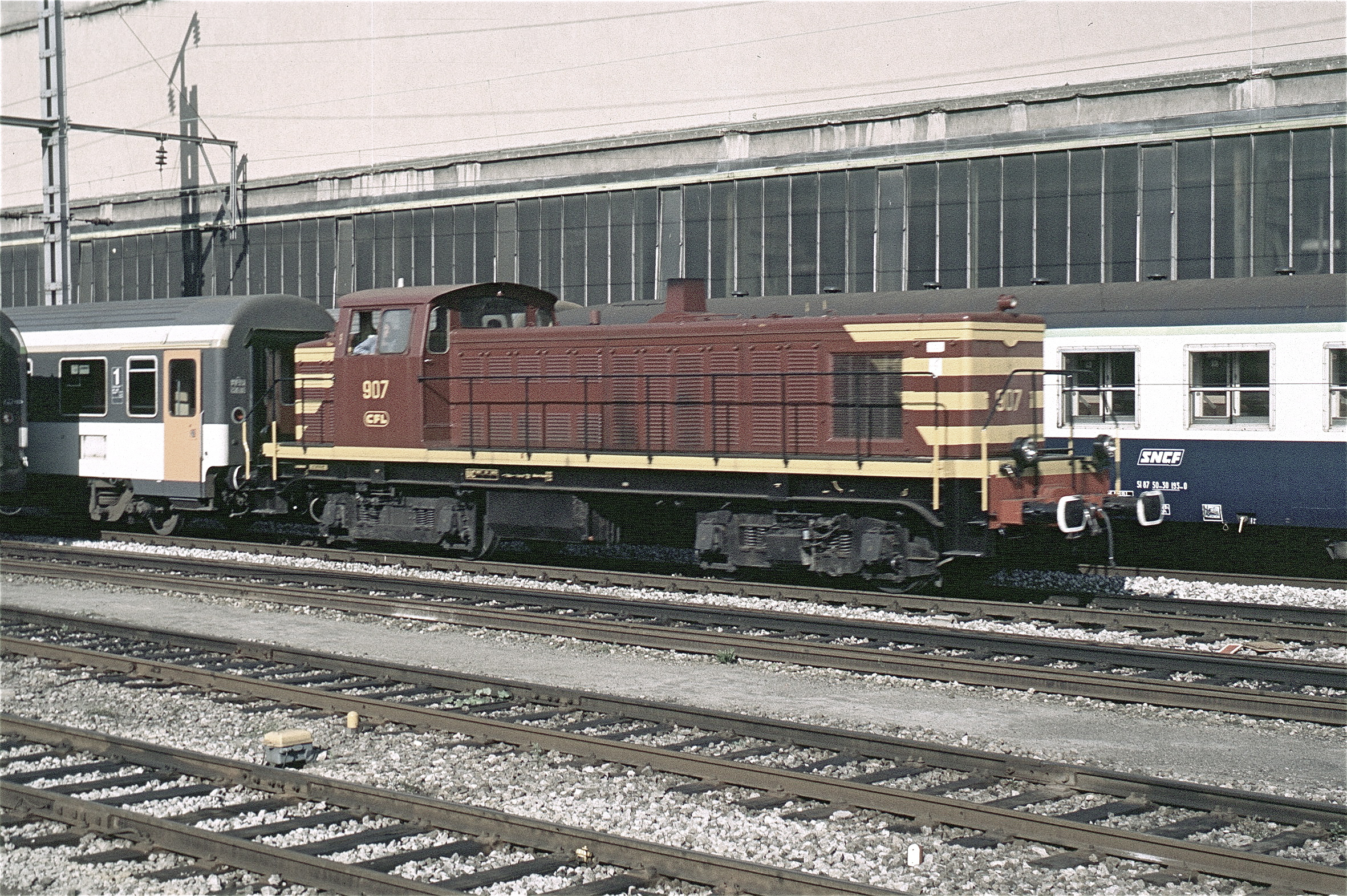
Lok 907 des französischen Typs BB 63500 in Luxemburg (Stadt), 1988
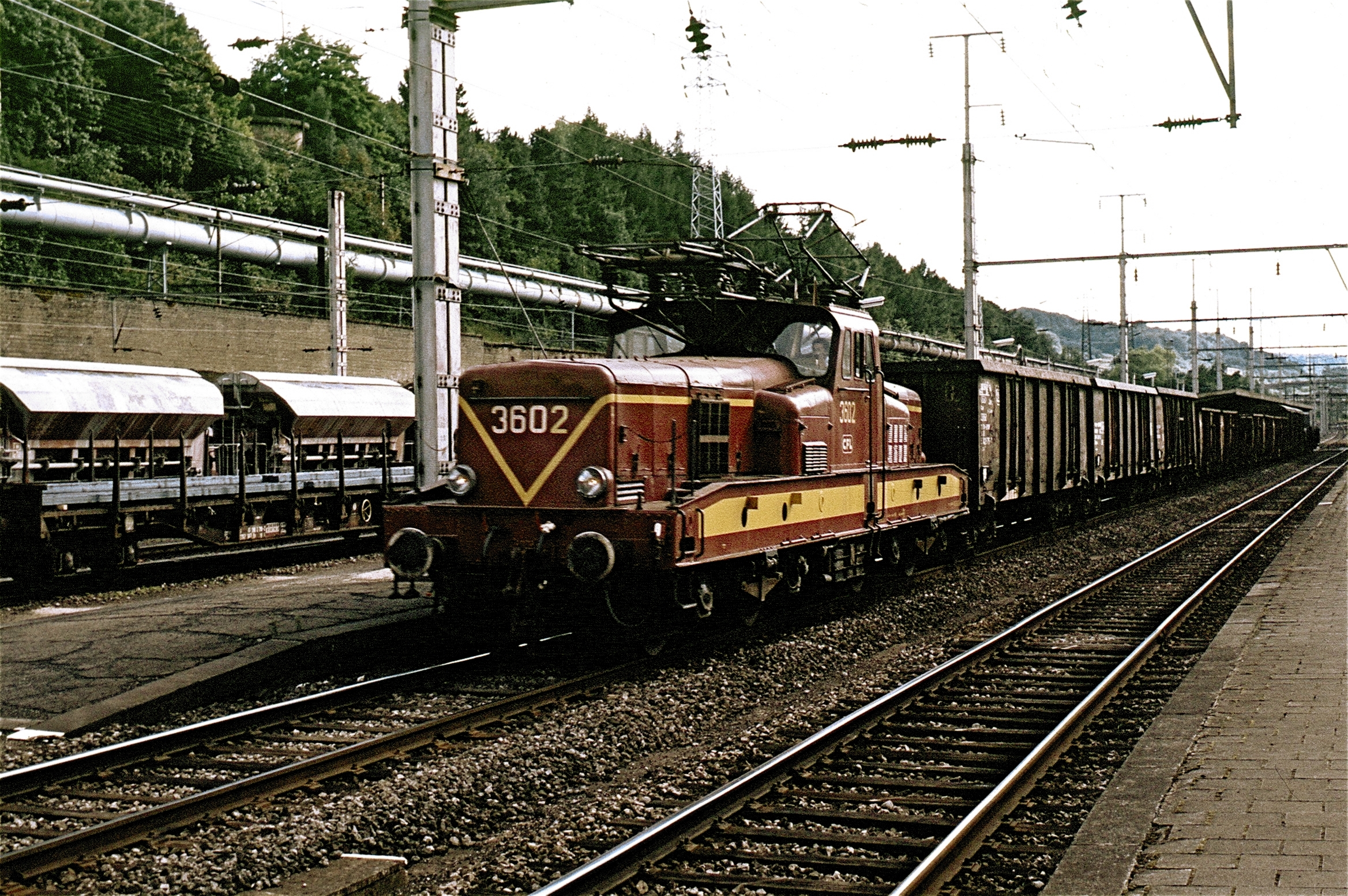
Lok 3602 der CFL-Baureihe 3600 in Esch-sur-Alzette, 1988

## Struktur
Die CFL-Gruppe ist mit ihren 17 Tochtergesellschaften in den unterschiedlichsten Bereichen aktiv.
- CFL cargo bietet in Luxemburg und Europa Schienengüterverkehrdienste in Zusammenarbeit mit Tochtergesellschaften in Dänemark, Deutschland, Frankreich und Schweden an. Außerdem gehören lokale und regionale Zubringerdienste und Transporte mit Lademaßüberschreitung zum Portfolio der CFL cargo.[8] Ein Drittel der Aktien liegen bei ArcelorMittal. CFL cargo kooperiert im 2010 gegründeten Verband Xrail mit anderen Güterbahnen beim Wagenladungsverkehr.
- CFL EVASION ist ein Reisebüro und hundertprozentige Tochtergesellschaft der CFL-Gruppe.
- CFL mobility ist für das Carsharing-Angebotes der CFL verantwortlich. 30 Stationen werden unter der Marke Flex betrieben.
- CFL multimodal deckt die gesamte multimodale Lieferkette ab. In Luxemburg konzentrieren sich die Aktivitäten der CFL multimodal um das intermodale Terminal Logistikpark Eurohub Süd in Bettemburg-Dudelange.
- Über Lorry-Rail S.A. wird eine internationale Schienen-Straßenverbindung von Bettemburg aus[9] nach Le Boulou nahe Perpignan betrieben. CFL ist mit 35,74 % am Unternehmen beteiligt.
- Die Norddeutsche Eisenbahngesellschaft Niebüll, die im deutschen Bundesland Schleswig-Holstein einige Regionalbahn-Strecken betreibt, war bis 2022 ein hundertprozentiges Tochterunternehmen der CFL. Die CFL hält seitdem nur noch 25 % an dem Unternehmen, rund 75 % gingen an RDC Deutschland.[10]
- CFL immo verwaltet und entwickelt Eisenbahnimmobilien des Staates und der CFL.

## Liniennetz
Die CFL war bis 1995 Eigentümerin des luxemburgischen Schienennetzes, als der luxemburgische Staat gemäß dem Gesetz vom 10. Mai 1995 das Eigentum an der Infrastruktur an sich selbst übertrug und die CFL mit dem Betrieb, der Instandhaltung und dem Ausbau des Schienennetzes beauftragte. Dadurch ist die CFL bis heute der alleinige Betreiber des nationalen luxemburgischen Schienennetzes.

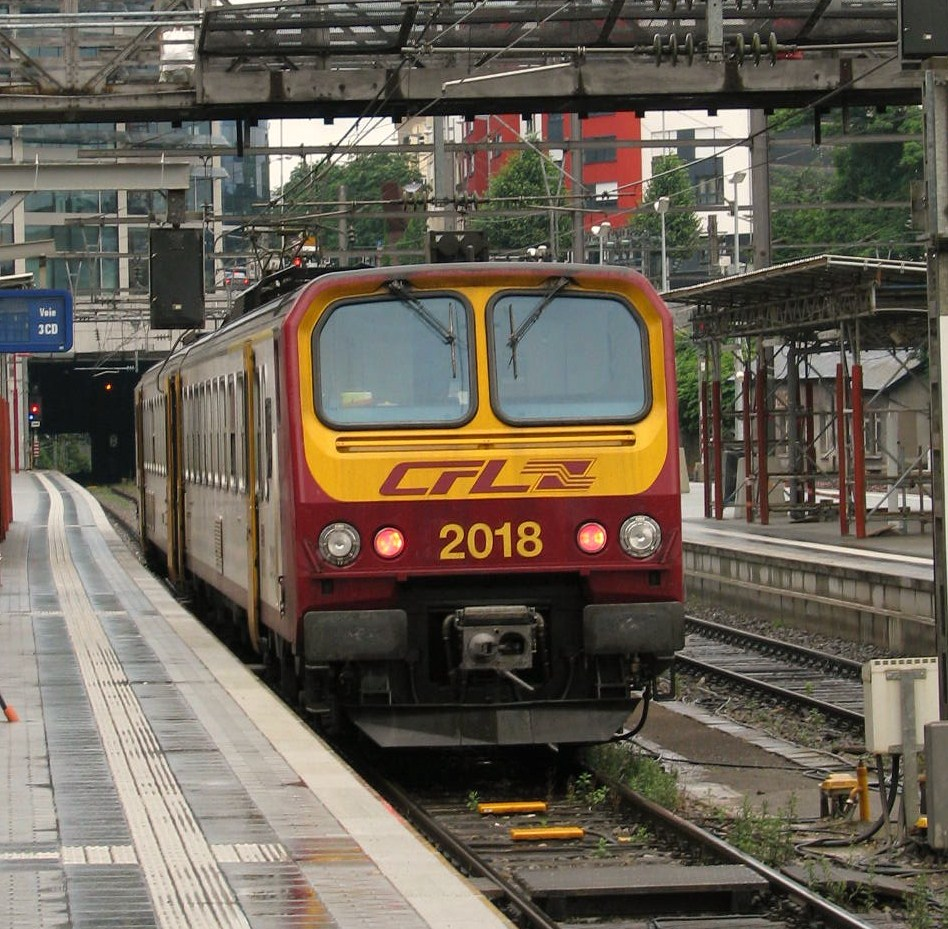
Elektrotriebwagen der Baureihe 2000 im Bahnhof Luxemburg (2009)

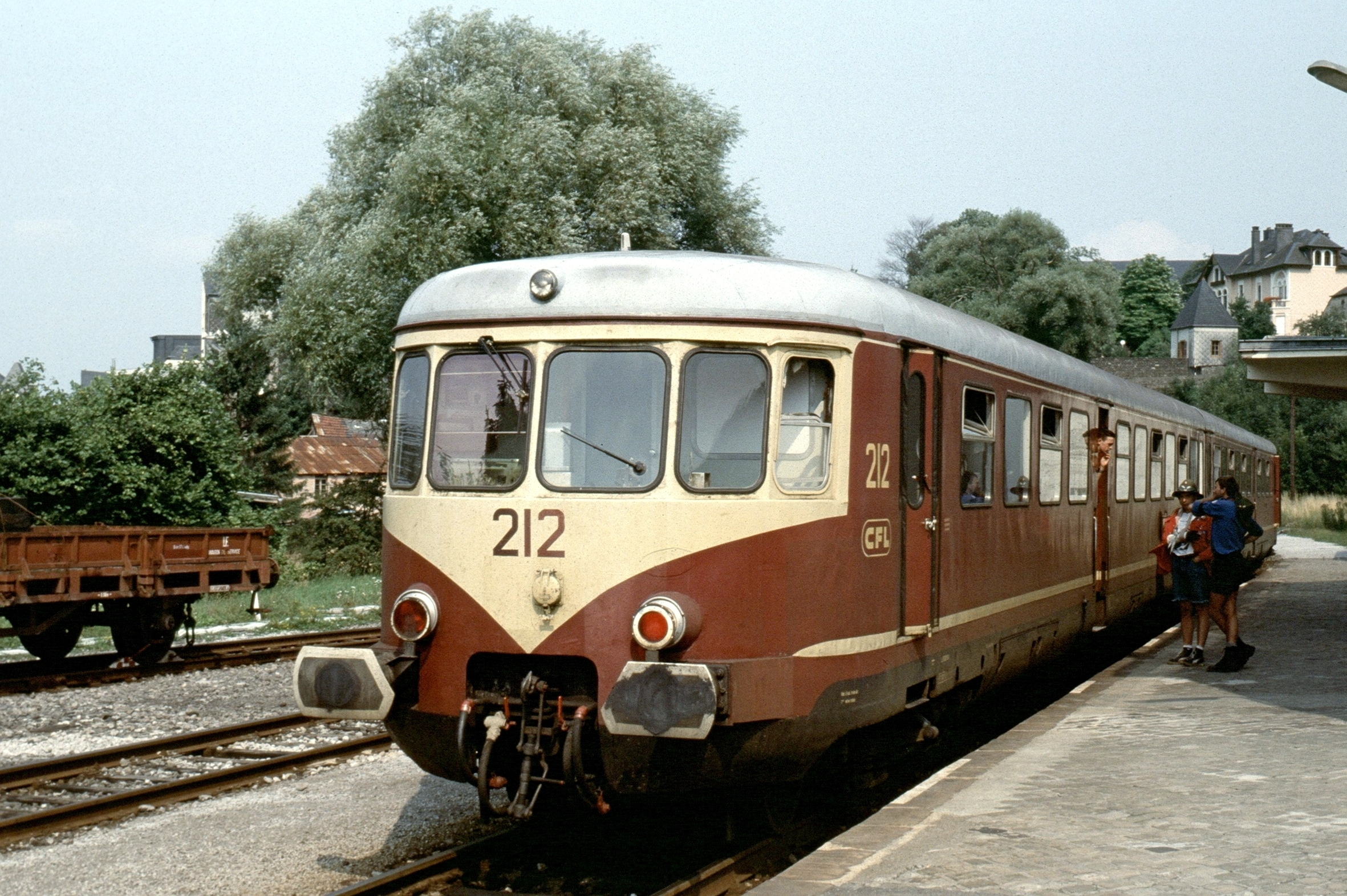
Dieseltriebwagen 212 der Baureihe Z 200 in Wiltz (1989)

Der Bahnhof Luxemburg (französisch Gare de Luxembourg) in der Hauptstadt des Landes ist der zentrale Knotenpunkt des insgesamt 630 Kilometer langen, sternförmigen Eisenbahnnetzes.
Folgende von CFL betriebene Eisenbahnlinien kommen im Bahnhof Luxemburg zusammen:
- L10: Luxemburg–Ulflingen–Gouvy (in Kooperation mit SNCB weiter nach Liège-Guillemins) mit Abzweigen in
  - Ettelbrück nach Diekirch
  - Kautenbach nach Wiltz
- L30: Luxemburg–Wasserbillig–Trier (in Kooperation mit DB Regio Mitte weiter nach Koblenz; in Kooperation mit DB Fernverkehr einmal pro Tag weiter nach Düsseldorf)
- L50: Luxemburg–Kleinbettingen–Arlon (in Kooperation mit SNCB weiter nach Namur und Brüssel)
- L60: Luxemburg–Esch an der Alzette–Rodingen
- L70: Luxemburg–Rodingen–Athus–Longwy
- L90: Luxemburg–Bettemburg (in Kooperation mit TER Grand Est weiter nach Thionville, Metz und Nancy)

## Fahrpreise
Seit dem 29. Februar 2020 gilt in der zweiten Klasse der Nulltarif. Fahrscheine sind nur noch in der ersten Klasse erforderlich.
Das „Rheinland-Pfalz-Ticket + Luxemburg“ gilt als Tagesnetzkarte für alle Nahverkehrszüge und Verkehrsmittel der Verkehrsverbünde in Rheinland-Pfalz, dem Saarland sowie dem Großherzogtum Luxemburg. Es gilt in Rheinland-Pfalz und dem Saarland von Montag bis Freitag ab 9 Uhr bis 3 Uhr des Folgetages, an Samstagen, Sonn- und Feiertagen ab 0 Uhr bis 3 Uhr des Folgetages, in Luxemburg täglich von 0 Uhr bis 3 Uhr des Folgetages. Seit dem 29. Februar 2020 kostet es denselben Preis wie das Rheinland-Pfalz-Ticket.
Aus Richtung Koblenz, Cochem und Trier wird das „Luxemburg-Spezial“-Ticket angeboten. Es umfasst eine Hin- und Rückfahrt zu vergünstigten Preisen im Verkehr mit allen luxemburgischen Bahnhöfen. Im Gegensatz zum „Rheinland-Pfalz-Ticket + Luxemburg“ ist es in Deutschland auch von Montag bis Freitag bereits ab 0 Uhr bis 3 Uhr des Folgetages gültig.

## Fahrzeuge

### Personenverkehr

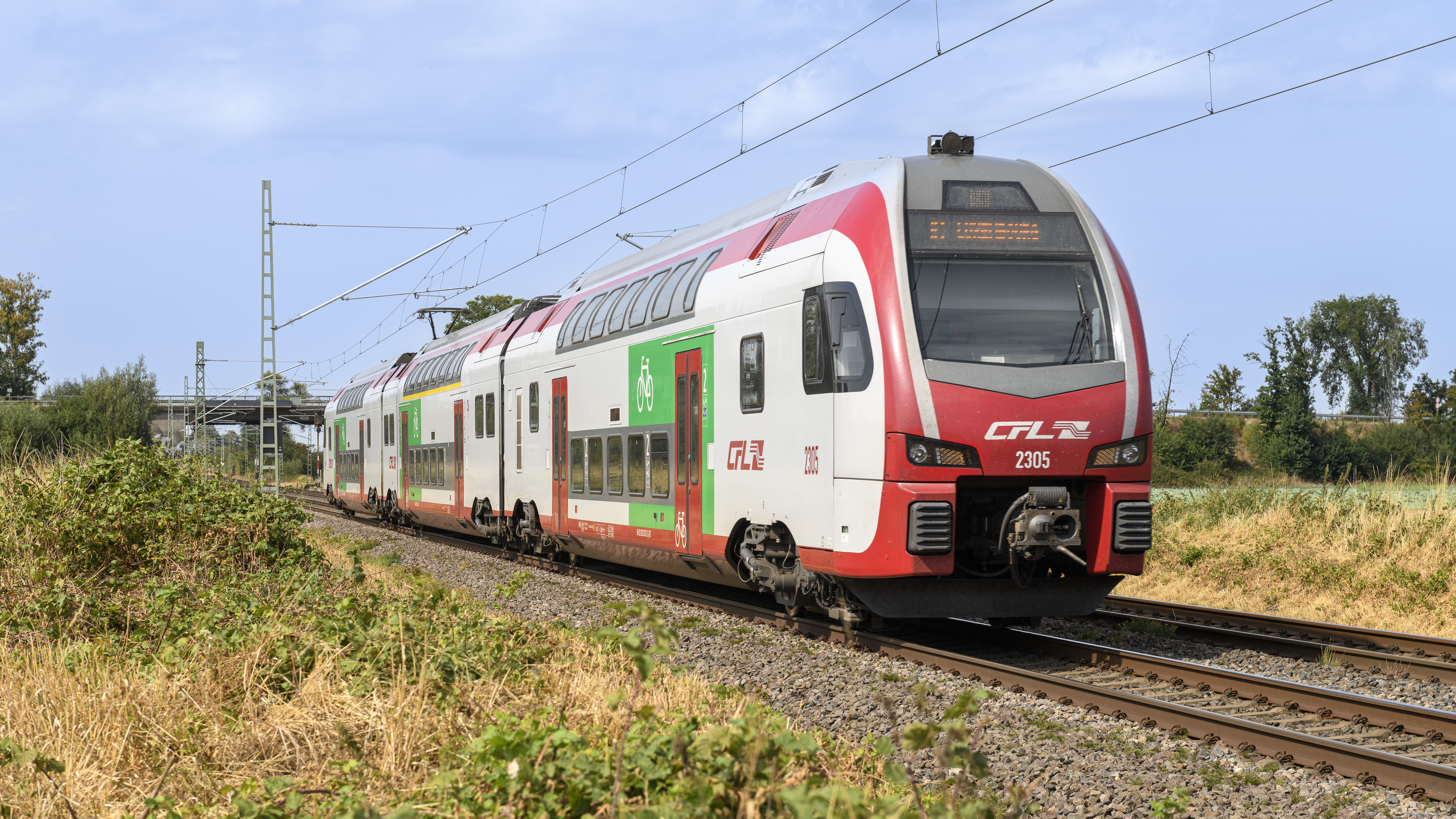
CFL-Doppelstocktriebzug bei Bornheim

Da die Anzahl der luxemburgischen Schienenfahrzeuge eigene Entwicklungen nicht rechtfertigt, orientieren sich die meisten Bauarten an denen der belgischen, deutschen und französischen Nachbarbahnen.
Der Fuhrpark der CFL ist europaweit im Durchschnitt der modernste und jüngste. In allen Zügen der CFL fährt rund um die Uhr ein Zugbegleiter mit. Eingesetzt werden moderne Wendezüge, bestehend aus Doppelstockwagen des Herstellers Bombardier, welche von Lokomotiven der Bombardier-TRAXX-Reihe befördert werden. Zudem gibt es eine Vielzahl etwas älterer und moderner Elektrotriebwagen.
Da in Luxemburg heute das gesamte Schienennetz des Personenverkehrs elektrifiziert ist, gibt es keine dieselgetriebenen Personenzüge mehr. Nicht elektrifiziert sind nur noch einige kurze Industriegleise. Aus diesem Grunde nutzt die CFL weiterhin einige Diesellokomotiven für den Güterverkehr.
Seit Dezember 2014 nutzt die luxemburgische Bahngesellschaft CFL acht neue Doppelstocktriebzüge vom Typ Stadler KISS für den Betrieb auf der Linie RE 11 zwischen Koblenz und Luxemburg. Diese verkehren zwischen Trier und Koblenz gekuppelt mit den Süwex-Flirt der Deutschen Bahn. Zum 10. Dezember 2017 hat die CFL eine Direktverbindung von Luxemburg nach Düsseldorf (über Koblenz und Köln) eingeführt.
Für die RB-Linie 83 zwischen Wittlich und Dommeldingen beschaffte die CFL bis Dezember 2019 weitere fünf Stadler KISS. Im Dezember 2018 bestellte die CFL 34 Triebwagen des Typs Alstom Coradia Stream HC, die bis 2025 vom Werk Barcelona ausgeliefert werden.

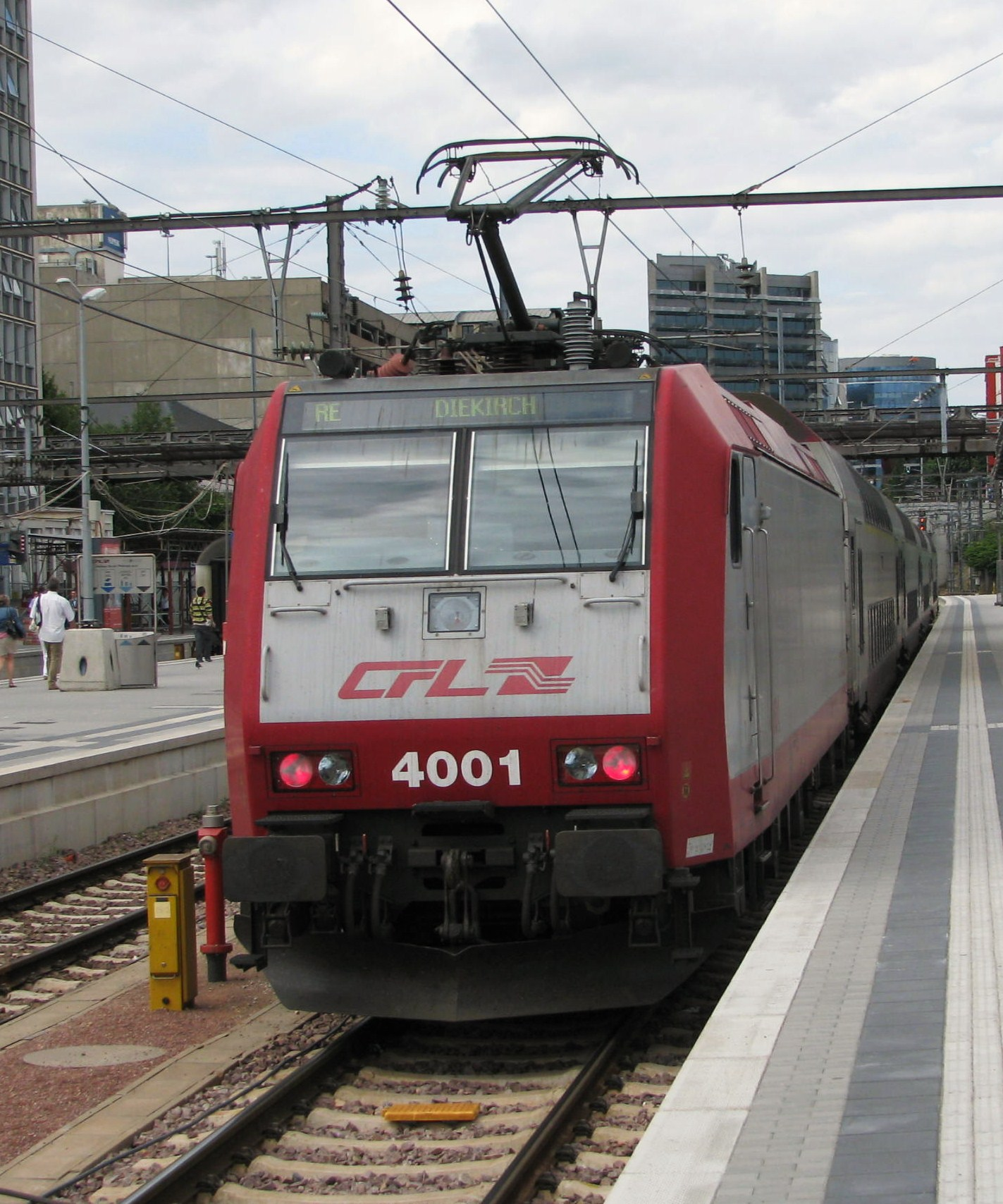
E-Lok der CFL-Baureihe 4000 (Bombardier TRAXX)
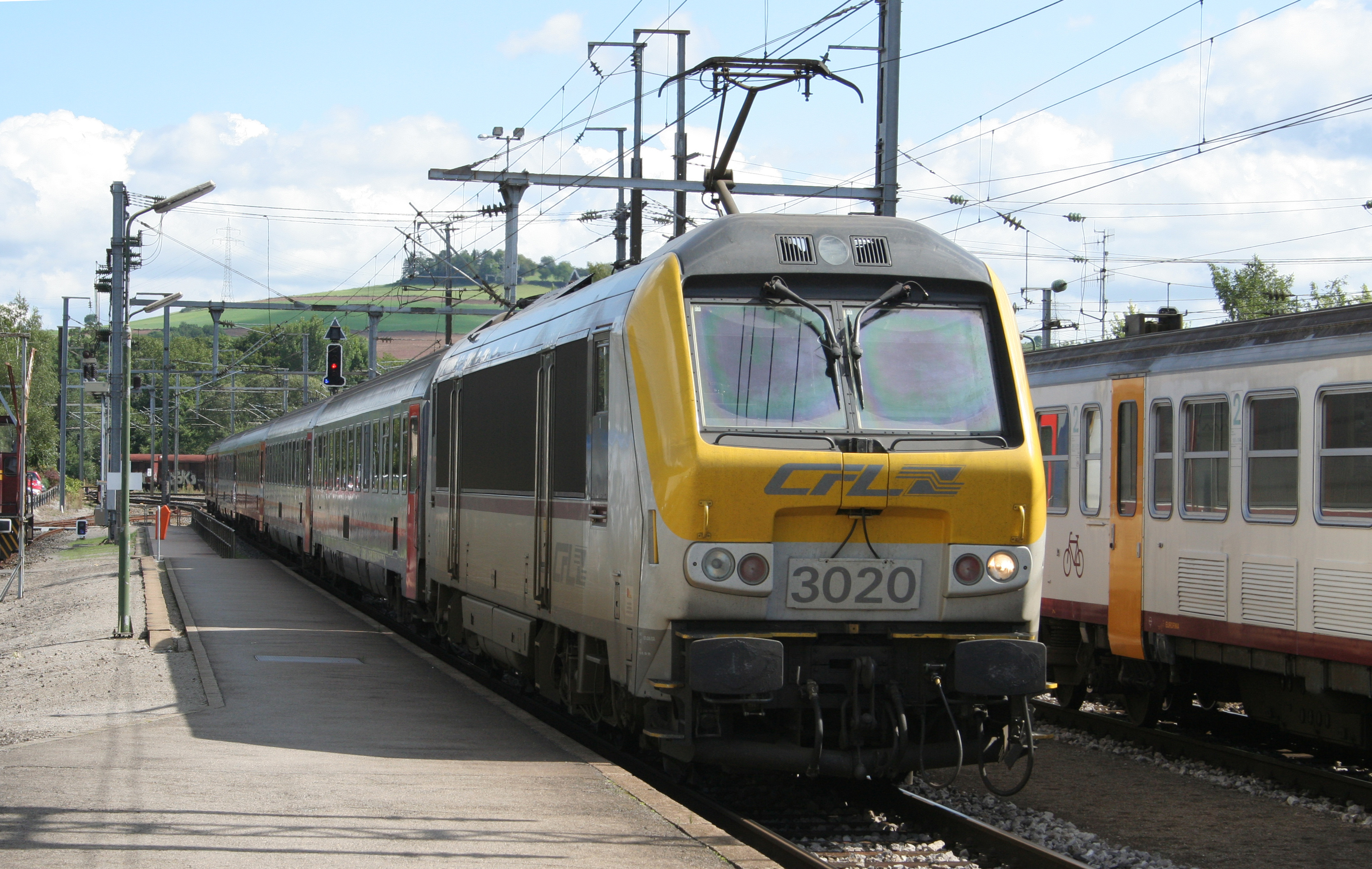
E-Lok der CFL-Baureihe 3000 im Bahnhof Ettelbruck
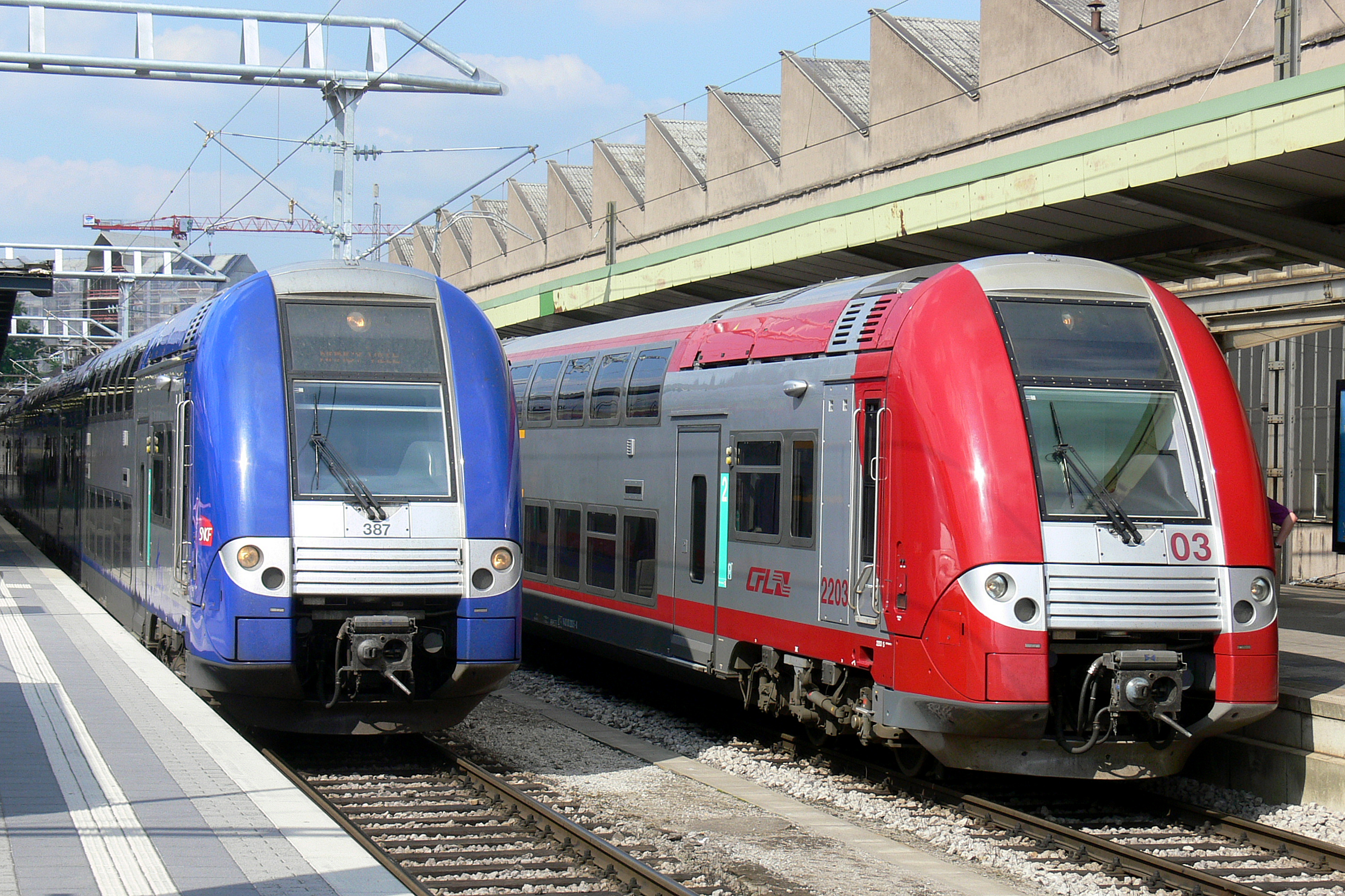
Alstom-Coradia-Duplex-Triebwagen von SNCF (links) und CFL (rechts) im Bahnhof Luxemburg
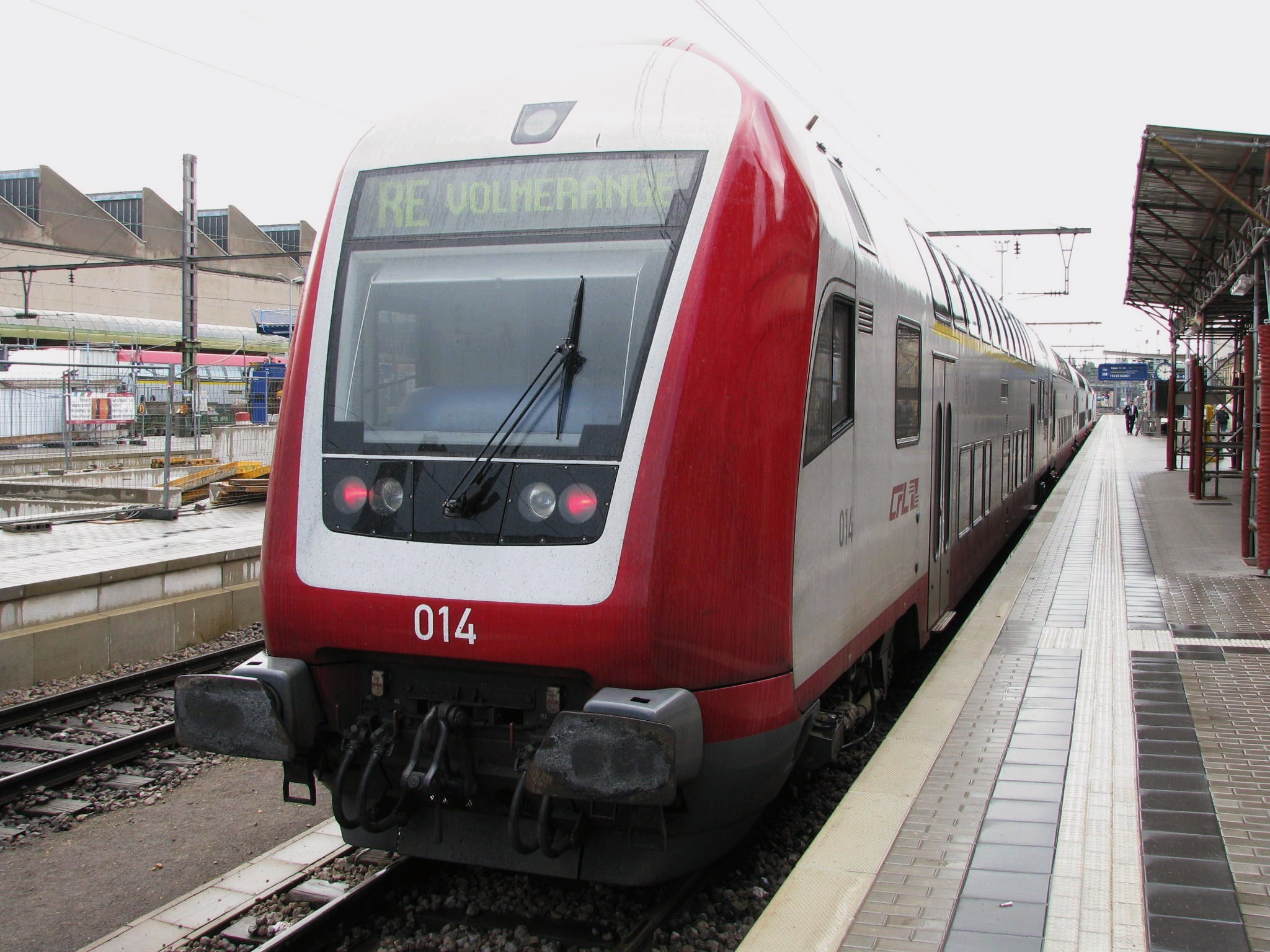
Doppelstock-Steuerwagen der CFL
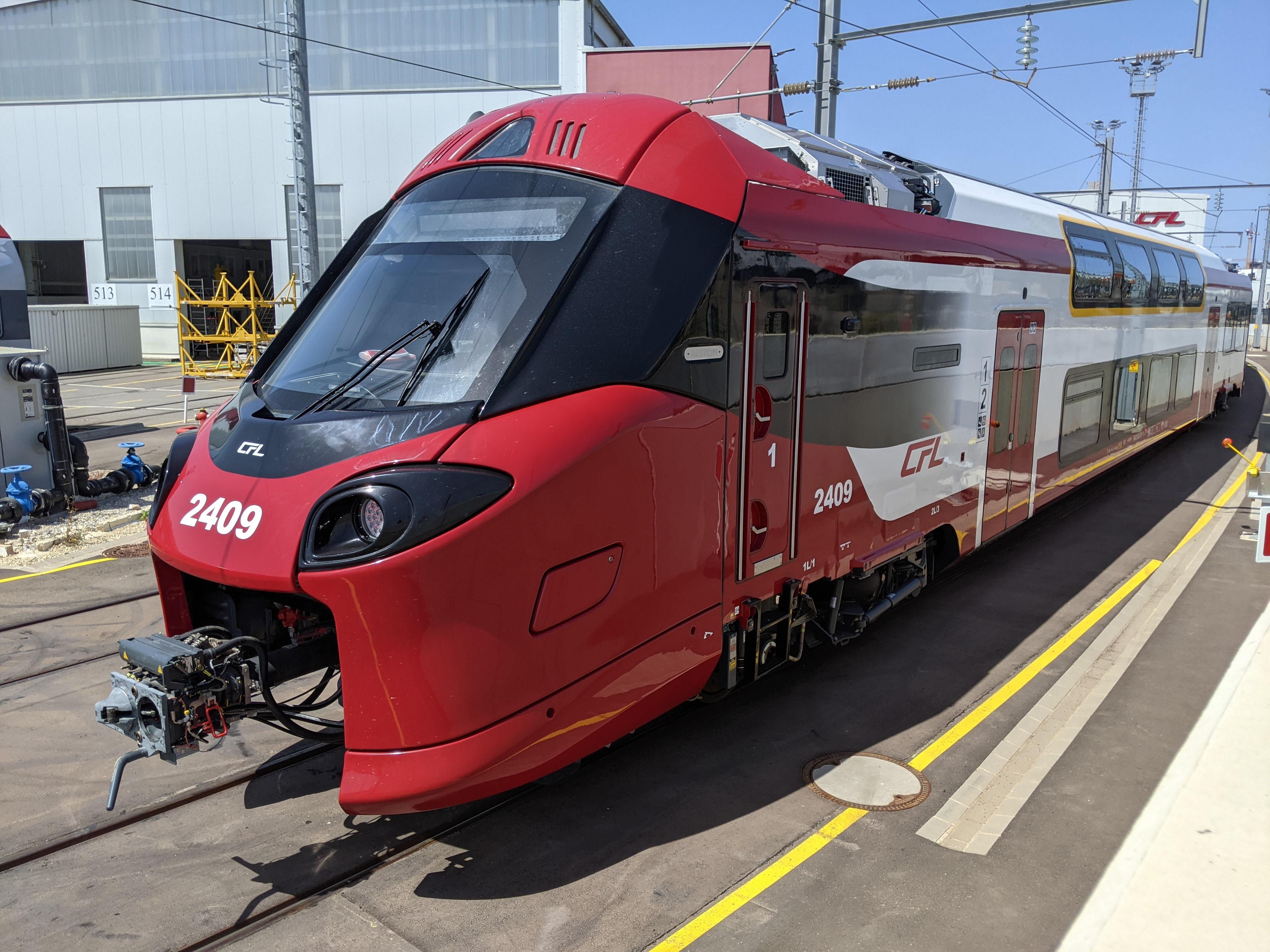
Alstom Coradia Max der CFL
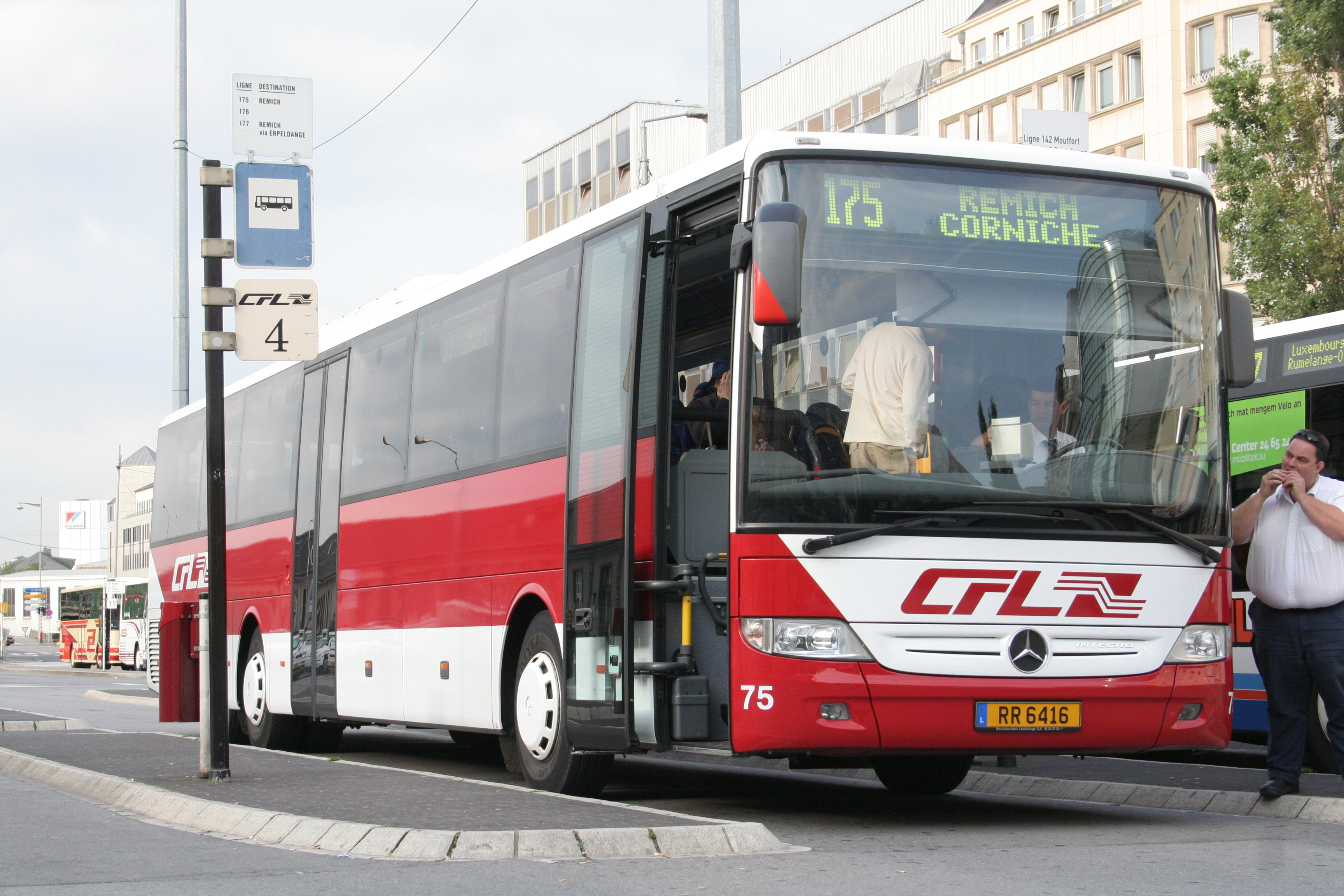
CFL-Busverkehr

### Güterverkehr
Zum 31. Dezember 1998 verfügte die Gesellschaft über 2261 Güterwagen sowie 224 Bahndienstwagen. Daneben waren 111 Privatwagen bei der CFL registriert. Das Durchschnittsalter lag zu diesem Zeitpunkt bei 24,4 Jahren. 2023 besaß die CFL neben 69 Güterzuglokomotiven 3507 Güterwagen.